# Илия Матакиев
Илия Матакиев е български лекар, спасил град Пазарджик от холера, и войниците от 27-и Чепински полк от замръзване, помогнал за развитието на културно-масови дейности в Пазарджик.

## Биография
Роден е на 9 юни 1872 г. в град Пазарджик. Там завършва четвърти клас, гимназия в Пловдив и медицина във френския град Нанси. В България се завръща с почетна диплома за успех, а през 1899 успешно полага държавен изпит. На 29 декември 1900 г. е произведен в чин кандидат санитарен подпоручик. Дългогодишната му лекарска практика допринася за безспорния напредък и модернизация на здравеопазването и санитарната дейност в Пазарджик. 30 години е главен градски лекар, още 25 години началник на здравната служба. Става инициатор за откриването на втора градска лечебница, на първия родилен дом, първата общинска аптека и старчески приют.
 На снимката: Д-р Матакиев като началник на Военна болница, 1915 г.
Д-р Матакиев е дружинен лекар на 27-и пехотен Чепински полк през Балканската и Междусъюзническата война, бригаден лекар на Втора армейска бригада, началник на полева болница в Добруджа. През Първата световна война е лекар в полева болница в Драма. По време на кариерата си като военен лекар служи в 21-ви пехотен средногорски полк.
В продължение на половин век (1900 – 1946) се откроява яркото присъствие на д-р Матакиев в обществения и културния живот на Пазарджик. Дълги години е председател и член на настоятелството на читалище „Виделина“. Той е първият председател на археологическото дружество „Бесапара“ и на музикалното дружество „Родопска песен“. На дружество „Еледжишки юнак“ е почетен председател и дългогодишен председател на Червения кръст.
Благодарение на активната му дейност става възможно създаването на градски музей и картинна галерия в Пазарджик; модернизира градската библиотека. Придобивка за времето си е народният университет към читалище „Виделина“. Има възпоменателни медали за Балканската и Първата световна война, почетен знак „Червен кръст“ – голям кръст без лента и други. Умира на 14 януари 1946 г. на 74 години.
- Д-р Матакиев и д-р Самоковлиев от гр. Пловдив в Нанси, Франция

## Награди
- Царски орден „Св. Александър“ V степен
- Народен орден „За военна заслуга“ VI степен
- Орден „За гражданска заслуга“ велик кръст

- Снимки от погребението на И. Матакиев
- Снимки от погребението на И. Матакиев
- Снимки от погребението на И. Матакиев
- Снимки от погребението на И. Матакиев